# Stijn De Peuter
Stijn De Peuter, né le 12 juillet 1975 à Herentals et mort le 14 janvier 2004 à Herenthout,, est un coureur cycliste belge.

## Biographie
En 1997, Stijn De Peuter devient vice-champion de Belgique du contre-la-montre espoirs. Deux ans plus tard, il remporte une étape du Tour du Limbourg amateurs et deux étapes du Tour de Namur. Il évolue au niveau professionnel au début des années 2000 avec l'équipe Palmans. Cette expérience n'est cependant pas très concluante. 
Il se suicide le 14 janvier 2004, à seulement vingt-huit ans. 

## Palmarès
- 1993
  - 2e du championnat de la province d'Anvers du contre-la-montre juniors
- 1997
  - 2e du championnat de Belgique du contre-la-montre espoirs
- 1999
  - 2e étape du Tour du Limbourg amateurs
  - 5e et 6e étapes du Tour de Namur
  - 2e de Bruxelles-Zepperen
  - 2e du Tour de la province d'Anvers
  - 3e du Challenge de Hesbaye